# MR8 (Eswatini)
Die MR8 road ist eine der Hauptverkehrsstraßen von Eswatini. Zusammen mit MR3 und MR 7 bildet sie des „Rückgrat von Swasilands internem Transport-System“.

## Verlauf
Sie verbindet die MR3 östlich von Manzini (⊙) mit Lavumisa an der Grenze zu Südafrika (eGolela) (⊙). Sie quert unter anderem den Fluss Mzimphofu und den Mtendekwa und verläuft durch das Nisela Nature Reserve & Game Reserve und das Mkhaya Game Reserve.